# Aisne
Aisne é um departamento da França localizado na região dos Altos da França, banhado pelos rios Marne, Oise e Aisne. Sua capital é a cidade de Laon.
O departamento de Aisne é uma região agrícola, com indústrias de tecidos, espelhos e de refinação de açúcar, e de acordo com o censo de 2003, a área florestal do departamento era de 123.392 hectares, ou 16,6% para uma área metropolitana média de 27,4%.